# José Jabardo
Josè Jabardo Zaragoza (Azuqueca de Henares, 3 febbraio 1915 – Benidorm, 12 aprile 1984) è stato un ciclista su strada spagnolo.

## Carriera
Professionista per due soli anni, nel 1941 e nel 1942, ha corso sempre da individuale ottenendo un solo successo in carriera: la terza tappa della Vuelta a España del 1942 da Murcia a Valencia di 248 chilometri. Nella corsa iberica colse i migliori risultati: fu terzo nel 1941 e sesto l'anno seguente. Ottenne anche  un secondo posto alla Vuelta a Navarra del 1941 e un terzo alla Subida al Naranco del 1942.

## Palmarès
- 1942

3ª tappa Vuelta a España

## Piazzamenti

### Grandi Giri
- Vuelta a España

1941: 3º
1942: 6º